# Classe Wicher
La classe Wicher était une classe de destroyers qui ont servi dans la marine polonaise pendant la Seconde Guerre mondiale. Deux navires de cette classe ont été construits pour la Deuxième République polonaise par les chantiers navals français à la fin des années 1920. Il s’agissait de versions modifiées des destroyers de classe Bourrasque construits pour la marine nationale française.

## Historique
Après la Première Guerre mondiale, le littoral de la Pologne était très court (seulement 142 km) et il n’était pas nécessaire de créer une grande force navale. Initialement composée uniquement de quatre chalutiers armés et de deux monitors (tous hérités de la Kaiserliche Marine), la marine polonaise devait commencer en 1924 la construction de neuf sous-marins. Comme le plus grand ennemi possible de la Pologne à cette époque était perçu comme étant l’Union soviétique, leur seule tâche serait de sécuriser les convois d’approvisionnement depuis la France en cas de guerre. Cependant, en raison de la crise économique et de la guerre douanière avec l’Allemagne, ce plan a dû être abandonné, et finalement seulement trois sous-marins ont été commandés à la France.
À cette époque, le gouvernement de Władysław Grabski tenta d’obtenir un crédit important de la France. Il a été suggéré que de nombreux membres du gouvernement français étaient propriétaires des Chantiers navals français nouvellement créés à Caen, et un tel crédit serait accordé si le chantier naval signait un contrat avec le gouvernement polonais. Comme le chantier naval n’avait aucune expérience dans la construction navale et que les submersibles étaient considérés comme très compliqués à construire, le 9 septembre 1925, il a été décidé d’acheter deux destroyers pour le prix approximatif de 22 millions de złotys. Après les premières discussions, le chantier naval a présenté à la Pologne un plan pour deux destroyers modifiés de classe Bourrasque. Le 2 avril 1926, le contrat est signé.
Dès le début du projet, il était évident que la classe Wicher avait de graves problèmes : les destroyers étaient relativement lents, avaient une grande silhouette avec trois grandes cheminées et étaient insuffisamment blindés. De plus, des défauts dans la planification du projet ont entraîné des compartiments étanches et des conduites mal conçus, ce qui pourrait entraîner l’immobilisation du navire après seulement des dommages mineurs. De plus, les navires souffraient d’une mauvaise stabilité en raison de réservoirs de carburant situés en hauteur sur la superstructure, juste en dessous du pont. Comme le chantier naval n’avait absolument aucune expérience dans la construction de navires de cette taille, il y avait de nombreux autres défauts de construction qui n’ont été découverts qu’après la livraison du navire. Certains défauts ont été corrigés sur l’insistance de l’amirauté polonaise, mais d’autres n’ont pas pu être résolus.
Indépendamment des nombreux inconvénients de la classe Wicher, comme l’achat était basé sur des besoins politiques plutôt que militaires, les autorités polonaises ont décidé de continuer et de faire construire les destroyers. La construction de chaque navire a pris quatre ans, soit près de deux ans de plus que prévu initialement. Les turbines à vapeur ont été construites dans les Ateliers et chantiers de la Loire à Saint-Nazaire, tandis que l’armement a été monté à l’arsenal de Cherbourg. Le premier navire a été lancé le 10 juillet 1928, mais ce n’est que le 8 juillet 1930 qu’il a finalement été mis en service par la marine polonaise dans le port de Cherbourg. Il a été nommé ORP Wicher (« coup de vent »), conformément à la tradition française de nommer les destroyers d’après les phénomènes météorologiques. Une semaine plus tard, il arriva à Gdynia et devint le premier navire moderne des forces navales polonaises. Le deuxième navire de la classe, l’ORP Burza (« tempête »), ne fut achevé qu’en 1932, soit près de quatre ans après la date limite initiale.
L’ORP Wicher a été coulé dans les premiers jours de l’invasion de la Pologne en 1939. L’ORP Burza a survécu à la guerre, est devenu un navire musée et a finalement été mis au rebut en 1977.

## Navires de classe Wicher
| Nom du navire | Pose de la quille | Lancé        | Commissionné | Déclassé                |
| ------------- | ----------------- | ------------ | ------------ | ----------------------- |
| ORP Wicher    | Février 1927      | Juillet 1928 | Juillet 1930 | coulé en septembre 1939 |
| ORP Burza     | Novembre 1927     | Avril 1929   | Mars 1932    | Juin 1960               |